# Primula nipponica
Primula nipponica är en viveväxtart som beskrevs av Ryôkichi Ruôkichi Yatabe. Primula nipponica ingår i släktet vivor, och familjen viveväxter. Inga underarter finns listade i Catalogue of Life.

## Bildgalleri

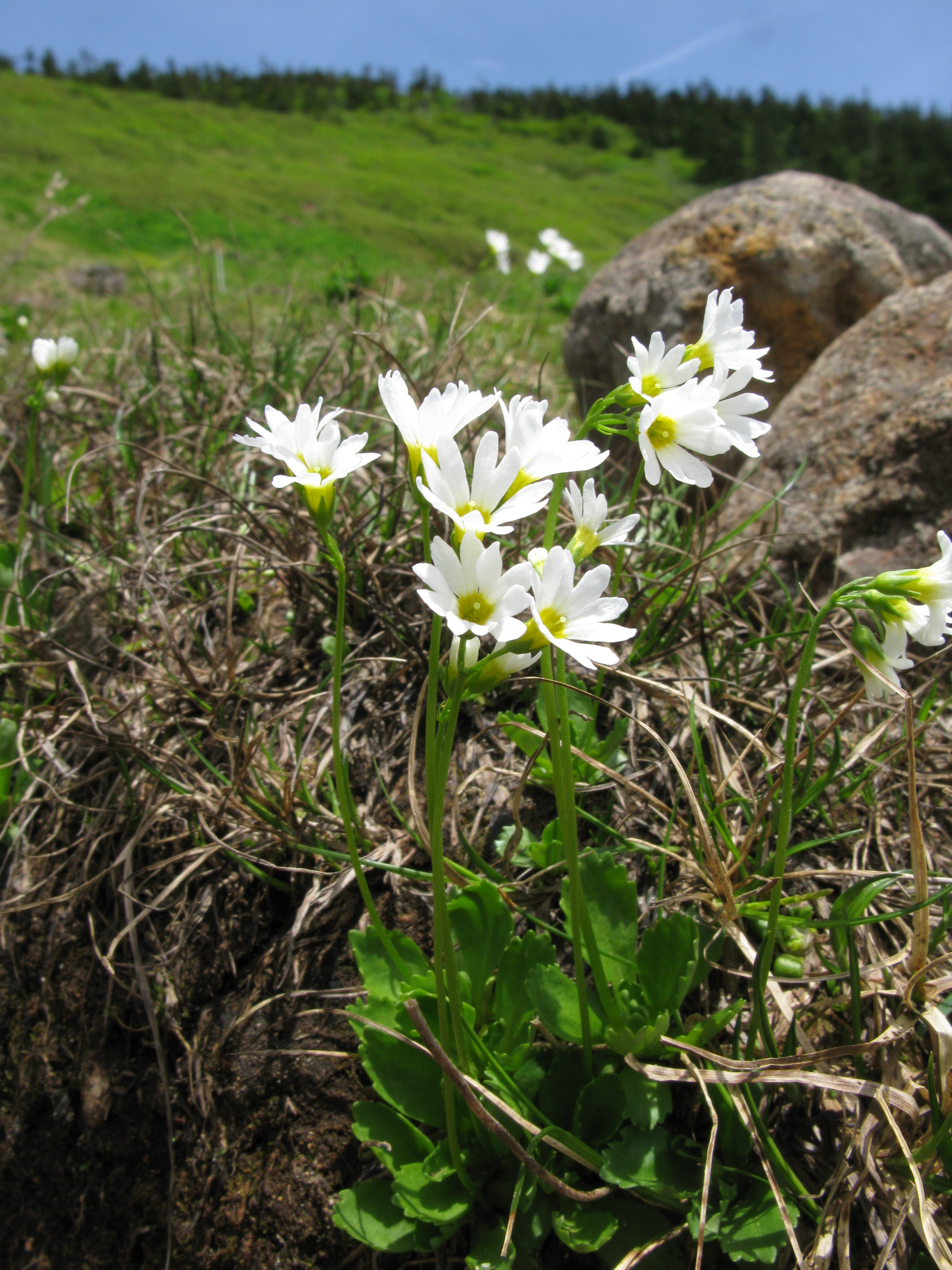
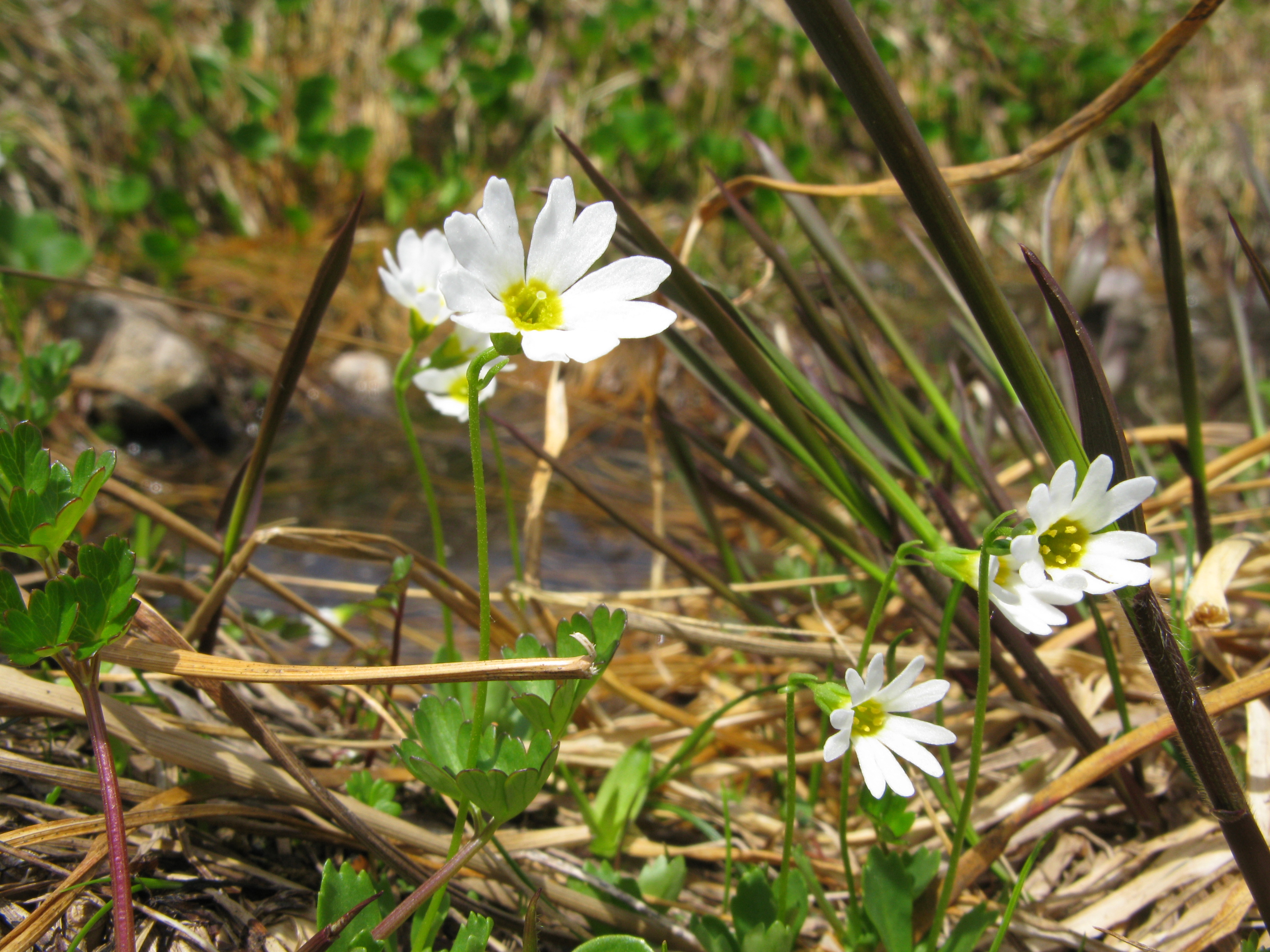
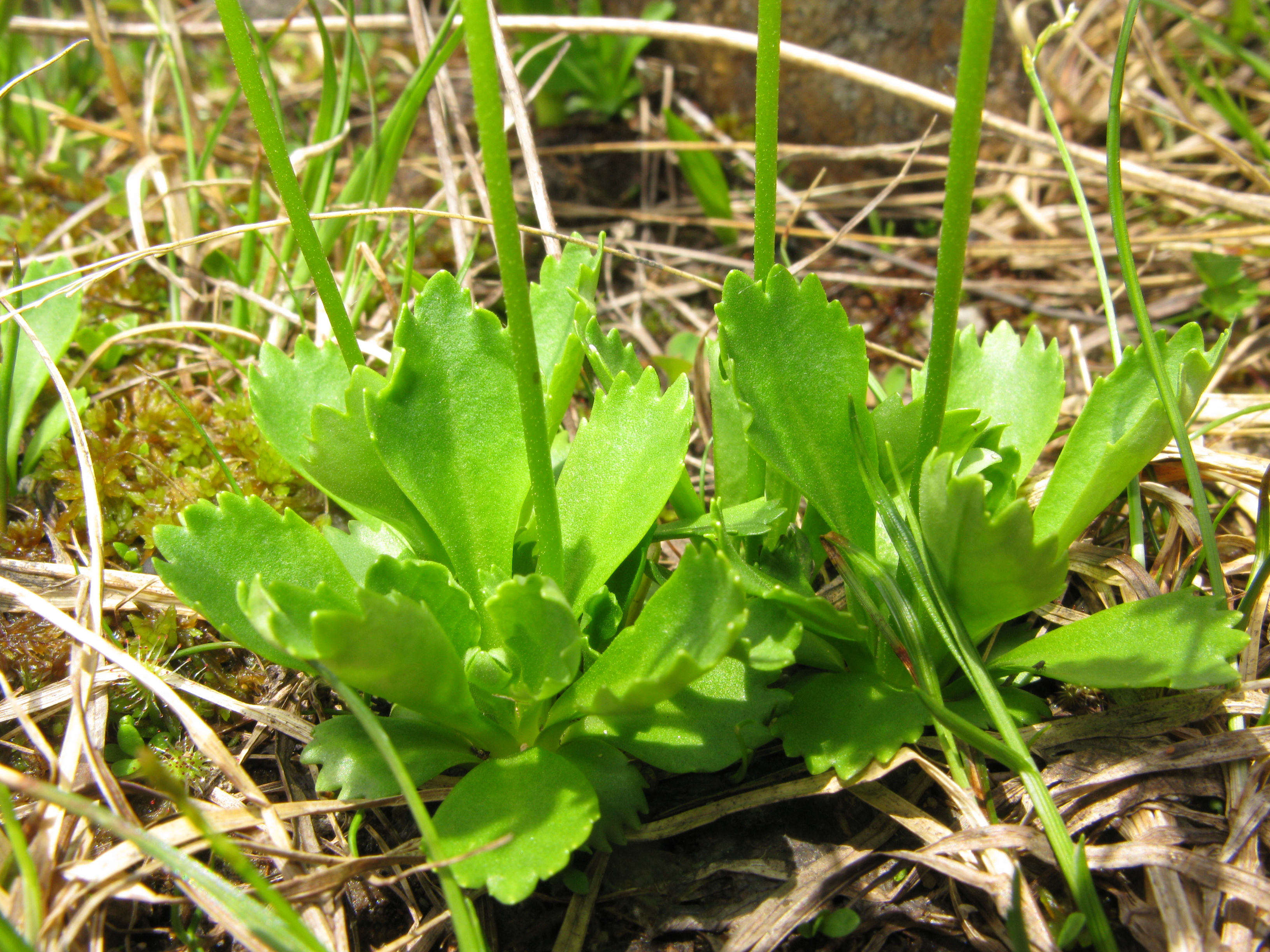
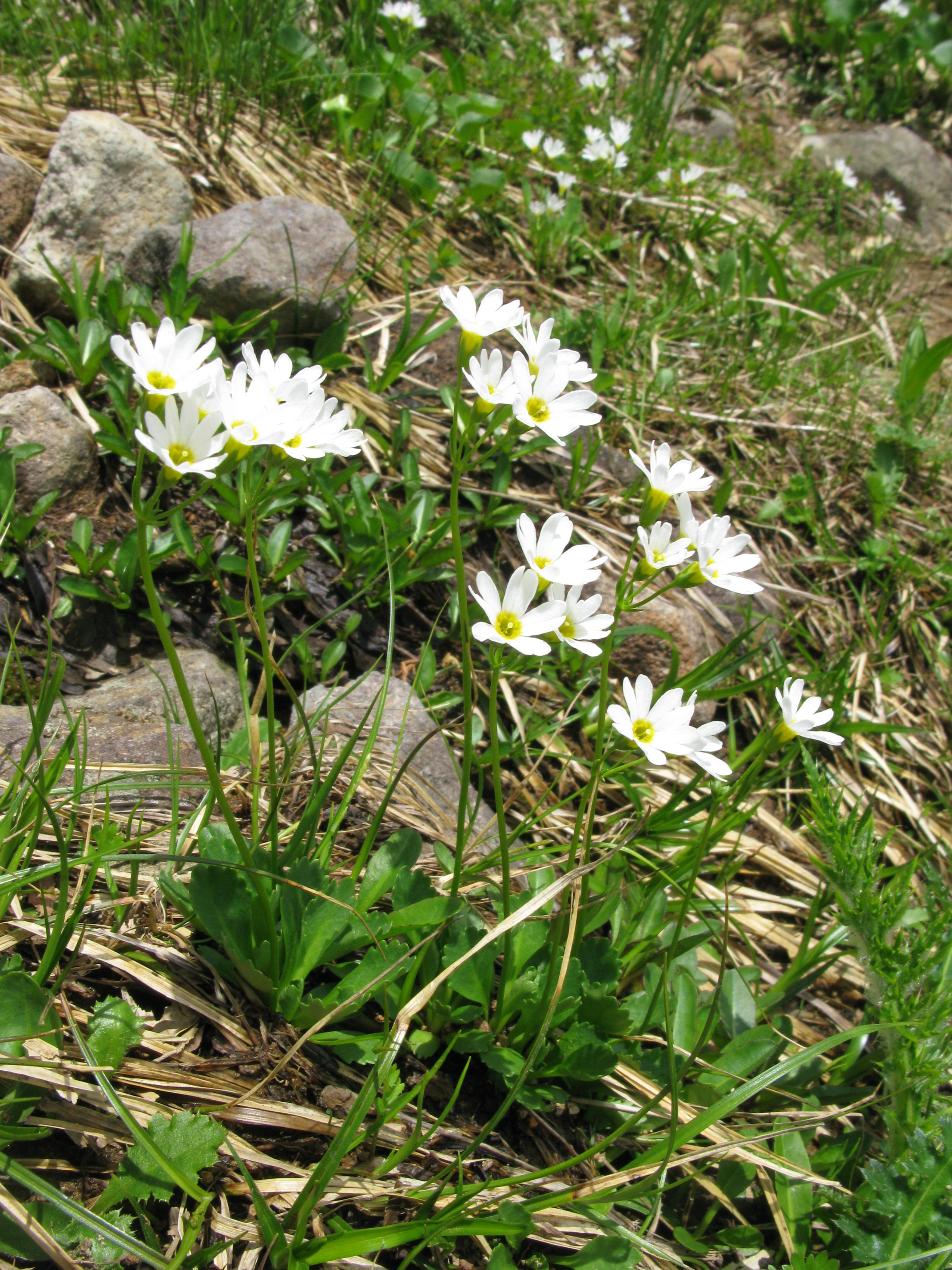